# Associazione Calcio Sangiovannese 2001-2002
Questa pagina raccoglie le informazioni riguardanti l'Associazione Calcio Sangiovannese nelle competizioni ufficiali della stagione 2001-2002.

## Rosa
| N. |                      | Ruolo | Calciatore              |
| -- | -------------------- | ----- | ----------------------- |
|    | Italia (bandiera)    | C     | Antonio Amita           |
|    | Italia (bandiera)    | C     | Cristiano Caleri        |
|    | Italia (bandiera)    | D     | Simone Calori           |
|    | Italia (bandiera)    | D     | Andrea Capecchi         |
|    | Italia (bandiera)    | D     | Fabio Cappelli          |
|    | Italia (bandiera)    | C     | Francesco Dettori       |
|    | Italia (bandiera)    | C     | Mirco Di Fiandra        |
|    | Italia (bandiera)    | C     | Andrea Fantini          |
|    | Argentina (bandiera) | A     | Cesar Max Gabrinsky     |
|    | Italia (bandiera)    | C     | Salvatore Giunta        |
|    | Italia (bandiera)    | D     | Alessandro Mastronicola |
|    | Italia (bandiera)    | A     | Orazio Millesi          |

| N. |                   | Ruolo | Calciatore            |
| -- | ----------------- | ----- | --------------------- |
|    | Italia (bandiera) | C     | Nicola Moscatello     |
|    | Italia (bandiera) | D     | Gianluca Nocentini    |
|    | Italia (bandiera) | C     | Daniele Proietti      |
|    | Italia (bandiera) | C     | Claudio Salciccia     |
|    | Italia (bandiera) | C     | Ibrahinam Scandroglio |
|    | Italia (bandiera) | A     | Andrea Scipioni       |
|    | Italia (bandiera) | P     | Alessandro Senesi     |
|    | Italia (bandiera) | C     | Alessio Stamilla      |
|    | Italia (bandiera) | D     | Michele Tagliavini    |
|    | Italia (bandiera) | P     | Cristian Tosti        |
|    | Italia (bandiera) | A     | Mirko Ventura         |